# Borki, Nowomiejski
Borki [ˈbɔrki] (tiếng Đức: Borken)  là một khu định cư ở khu hành chính của Gmina Biskupiec, thuộc quận huyện Nowomiejski, Warmińsko-Mazurskie, ở miền bắc Ba Lan.